# آرامون (گارد)
آرامون (به فرانسوی: Aramon) یک کمون در فرانسه است که در canton of Aramon واقع شده‌است. آرامون ۳۱٫۱۶ کیلومتر مربع مساحت دارد ۱۰ متر بالاتر از سطح دریا واقع شده‌است.